# Junioreuropamästerskapet i ishockey 1994
Junioreuropamästerskapet i ishockey 1994 var 1994 års upplaga av turneringen.

## Grupp A
Spelades under perioden 17-24 april 1994 i Jyväskylä i Finland.

### Första omgången
grupp 1
| Lag        | Sverige | Finland | Schweiz | Norge | gjorda mål/insläppta mål | poäng |
| ---------- | ------- | ------- | ------- | ----- | ------------------------ | ----- |
| 1. Sverige | —       | 6-3     | 6-2     | 15-0  | 27-05                    | 6     |
| 2. Finland | 3-6     | —       | 8-2     | 5-1   | 16-09                    | 4     |
| 3. Schweiz | 2-6     | 2-8     | —       | 3-3   | 07-17                    | 1     |
| 4. Norge   | 0-15    | 1-5     | 3-3     | —     | 04-23                    | 1     |

grupp 2
| Lag         | Tjeckien | Ryssland | Tyskland | Polen | gjorda mål/insläppta mål | poäng |
| ----------- | -------- | -------- | -------- | ----- | ------------------------ | ----- |
| 1. Tjeckien | —        | 3-3      | 7-2      | 13-0  | 23-05                    | 5     |
| 2. Ryssland | 3-3      | —        | 8-4      | 8-2   | 19-09                    | 5     |
| 3. Tyskland | 2-7      | 4-8      | —        | 13-2  | 19-17                    | 2     |
| 4. Polen    | 0-13     | 2-8      | 2-13     | —     | 04-34                    | 0     |

### Andra omgången
Slutspelsserien
| Lag         | Sverige | Ryssland | Tjeckien | Finland | gjorda mål/insläppta mål | poäng |
| ----------- | ------- | -------- | -------- | ------- | ------------------------ | ----- |
| 1. Sverige  | —       | 4-4      | 5-2      | (6-3)   | 15-09                    | 5     |
| 2. Ryssland | 4-4     | —        | (3-3)    | 4-2     | 11-09                    | 4     |
| 3. Tjeckien | 2-5     | (3-3)    | —        | 6-1     | 11-09                    | 3     |
| 4. Finland  | (3-6)   | 2-4      | 1-6      | —       | 06-16                    | 0     |

Nedflyttningsserien
| Lag         | Schweiz | Tyskland | Norge | Polen  | gjorda mål/insläppta mål | poäng |
| ----------- | ------- | -------- | ----- | ------ | ------------------------ | ----- |
| 1. Schweiz  | —       | 7-2      | (3-3) | 6-1    | 16-06                    | 5     |
| 2. Tyskland | 2-7     | —        | 5-3   | (13-2) | 20-12                    | 4     |
| 3. Norge    | (3-3)   | 3-5      | —     | 5-5    | 11-13                    | 2     |
| 4. Polen    | 1-6     | (2-13)   | 5-5   | —      | 08-24                    | 1     |

Polen nedflyttade till 1995 års B-grupp.

## Priser och utmärkelser
- Poängkung  Dmitrij Klevakin, Ryssland (13 poäng)
- Bästa målvakt: Tomáš Vokoun, Tjeckien
- Bästa försvarare: Mattias Öhlund, Sverige
- Bästa anfallare: Johan Davidsson, Sverige

## Grupp B
Spelades under perioden 28 mars-3 april 1994 i Székesfehérvár i Ungern.

### Första omgången
grupp
| Lag            | Österrike | Vitryssland | Italien | Rumänien | gjorda mål/insläppta mål | poäng |
| -------------- | --------- | ----------- | ------- | -------- | ------------------------ | ----- |
| 1. Österrike   | —         | 7-4         | 6-2     | 5-2      | 18-08                    | 6     |
| 2. Vitryssland | 4-7       | —           | 2-2     | 9-1      | 15-10                    | 3     |
| 3. Italien     | 2-6       | 2-2         | —       | 3-0      | 07-08                    | 3     |
| 4. Rumänien    | 2-5       | 1-9         | 0-3     | —        | 03-17                    | 0     |

grupp 2
| Lag          | Ungern | Danmark | Frankrike | Spanien | gjorda mål/insläppta mål | poäng |
| ------------ | ------ | ------- | --------- | ------- | ------------------------ | ----- |
| 1. Ungern    | —      | 3-2     | 6-3       | 16-0    | 25-05                    | 6     |
| 2. Danmark   | 2-3    | —       | 7-5       | 11-1    | 20-09                    | 4     |
| 3. Frankrike | 3-6    | 5-7     | —         | 7-4     | 15-17                    | 2     |
| 4. Spanien   | 0-16   | 1-11    | 4-7       | —       | 05-34                    | 0     |

### Andra omgången
Uppflyttningsserien
| Lag            | Vitryssland | Ungern | Danmark | Österrike | gjorda mål/insläppta mål | poäng |
| -------------- | ----------- | ------ | ------- | --------- | ------------------------ | ----- |
| 1. Vitryssland | —           | 5-3    | 7-5     | (4-7)     | 16-15                    | 4     |
| 2. Ungern      | 3-5         | —      | (3-2)   | 7-2       | 13-09                    | 4     |
| 3. Danmark     | 5-7         | (2-3)  | —       | 6-1       | 13-11                    | 2     |
| 4. Österrike   | (7-4)       | 2-7    | 1-6     | —         | 10-17                    | 2     |

Nedflyttningsserien
| Lag          | Italien | Rumänien | Frankrike | Spanien | gjorda mål/insläppta mål | poäng |
| ------------ | ------- | -------- | --------- | ------- | ------------------------ | ----- |
| 1. Italien   | —       | (3-0)    | 4-1       | 6-0     | 13-01                    | 6     |
| 2. Rumänien  | (0-3)   | —        | 3-3       | 7-2     | 10-08                    | 3     |
| 3. Frankrike | 1-4     | 3-3      | —         | (7-4)   | 11-11                    | 3     |
| 4. Spanien   | 0-6     | 2-7      | (4-7)     | —       | 06-20                    | 0     |

Vitryssland uppflyttade till 1995 års A-grupp. Spanien nedflyttade till 1995 års C1-grupp.

## Grupp C
Spelades under perioden 18-27 mars 1994 i Bled i Slovenien.

### Första omgången
grupp 1
| Lag               | Lettland | Ukraina | Storbritannien | Kroatien | Bulgarien | gjorda mål/insläppta mål | poäng |
| ----------------- | -------- | ------- | -------------- | -------- | --------- | ------------------------ | ----- |
| 1. Lettland       | —        | 6-5     | 15-0           | 15-1     | 38-0      | 74-06                    | 8     |
| 2. Ukraina        | 5-6      | —       | 22-2           | 16-0     | 20-0      | 63-08                    | 6     |
| 3. Storbritannien | 0-15     | 2-22    | —              | 3-2      | 15-1      | 20-40                    | 4     |
| 4. Kroatien       | 1-15     | 0-16    | 2-3            | —        | 13-1      | 16-35                    | 2     |
| 5. Bulgarien      | 0-38     | 0-20    | 1-15           | 1-13     | —         | 02-86                    | 0     |

grupp 2
| Lag              | Slovakien | Slovenien | Estland | Litauen | Nederländerna | gjorda mål/insläppta mål | poäng |
| ---------------- | --------- | --------- | ------- | ------- | ------------- | ------------------------ | ----- |
| 1. Slovakien     | —         | 11-1      | 34-0    | 24-3    | 29-4          | 98-08                    | 8     |
| 2. Slovenien     | 1-11      | —         | 11-0    | 10-1    | 13-1          | 35-13                    | 6     |
| 3. Estland       | 0-34      | 0-11      | —       | 5-2     | 7-2           | 12-49                    | 4     |
| 4. Litauen       | 3-24      | 1-10      | 2-5     | —       | 8-2           | 14-41                    | 2     |
| 5. Nederländerna | 4-29      | 1-13      | 2-7     | 2-8     | —             | 09-57                    | 0     |

### Andra omgången
Uppflyttningsserien
| Lag          | Slovakien | Lettland | Slovenien | Ukraina | gjorda mål/insläppta mål | poäng |
| ------------ | --------- | -------- | --------- | ------- | ------------------------ | ----- |
| 1. Slovakien | —         | 9-4      | (11-1)    | 4-2     | 24-07                    | 6     |
| 2. Lettland  | 4-9       | —        | 7-0       | (6-5)   | 17-14                    | 4     |
| 3. Slovenien | (1-11)    | 0-7      | —         | 4-2     | 05-20                    | 2     |
| 4. Ukraina   | 2-4       | (5-6)    | 2-4       | —       | 09-14                    | 0     |

Nedflyttningsserien
| Lag               | Estland | Storbritannien | Litauen | Kroatien | gjorda mål/insläppta mål | poäng |
| ----------------- | ------- | -------------- | ------- | -------- | ------------------------ | ----- |
| 1. Estland        | —       | 11-4           | (5-2)   | 4-3      | 20-09                    | 6     |
| 2. Storbritannien | 4-11    | —              | 5-4     | (3-2)    | 12-17                    | 4     |
| 3. Litauen        | (2-5)   | 4-5            | —       | 7-4      | 13-14                    | 2     |
| 4. Kroatien       | 3-4     | (2-3)          | 4-7     | —        | 09-14                    | 0     |

Match om nionde plats
| Nederländerna | 6-2 (2-0, 2-1, 2-1) | Bulgarien |  |

Slovakien uppflyttade till 1995 års B-grupp.  Litauen, Kroatien, Nederländerna och Bulgarien nedflyttade till 1995 års nyinrättade till C1-grupp.

### Fotnoter
1. ↑  ”Championnat d'Europe 1994 des moins de 18 ans” (på franska). Hockeyarchives. 11 mars 1994. http://www.passionhockey.com/hockeyarchives/U-18_1994.htm. Läst 30 november 2014.